# Yamato
Yamato var sammen med sit søsterskib, Musashi de tungeste slagskibe, der er blevet bygget. De var også de tungest bevæbnede skibe, der er blevet søsat. Byggeriet af Yamato startede i 1937 på det japanske skibsvæft Kure Naval docyard, og søsat d. 8. august 1940. Hun indgik i den kejserlige japanske flåde i 1941 og var flagskib for admiral Isoroku Yamamoto.

## Mål
Amerikanske slagskibe i Iowa-klassen var 270 meter lange, og dermed syv meter længere, men disse var bygget til at kunne gennemsejle Panamakanalen og var derfor betydeligt smallere. Nærmere bestemt var de seks meter smallere end Yamatos 39 m.
Fuldt lastet havde Yamato og hendes søsterskib Musahi hver et deplacement på 73.000 tons.
Skibet var bevæbnet med 9 store hovedkanoner på hver 46 cm (18,1 tommer), som kunne affyre granater på 1.360 kg (2.998-pound) op til 42 kilometer væk, og dermed er de de største kanoner, der har været monteret på et krigsskib.

## Sejlads under 2. verdenskrig
Yamato deltog i Stillehavskrigen og blev sænket d. 7. april 1945 syd for Kyushu i det øst-kinesiske hav af amerikanske fly. Ved dette angreb mistede 2.498 mand livet af en besætning på 2.700 mand.[kilde mangler]